# Lycium carolinianum
Lycium carolinianum là loài thực vật có hoa trong họ Cà. Loài này được Walter mô tả khoa học đầu tiên năm 1788.